# خانه ارواح
خانه ارواح با نام سابق مجوز خروج فیلمی به کارگردانی کیارش اسدی‌زاده، تهیه کنندگی امیرشهاب رضویان و نویسندگی کیارش اسدی زاده و شاهرخ کافی محصول سال ۱۳۹۹ است که پس از ۵ سال توقیف از ۱۷ اردیبهشت ۱۴۰۴ در سینماهای ایران اکران شد.